# Micrasepalum eritrichoides
Micrasepalum eritrichoides là một loài thực vật có hoa trong họ Thiến thảo. Loài này được (Wight ex Griseb.) Urb. mô tả khoa học đầu tiên năm 1913.